# 沃洛科拉姆斯克保卫战 (1370年)
沃洛科拉姆斯克保卫战（俄语：Оборона Волоколамска）是指1370年11月26日至29日立陶宛大公國的部队進攻莫斯科大公國的沃洛科拉姆斯克的一場戰役。最終莫斯科大公國擊退了立陶宛大公國進攻。

## 另見
- 立陶宛－莫斯科战争 (1368年－1372年)